# Karkmess
Die Karkmess (Karkmeß; von niederdeutsch Kerk für Kirche zu Kirchmesse), auch als Sonnenwende der Finkenwerder Fischer bezeichnet, ist historisch der festliche Höhepunkt des Insellebens Ende Juni und seit 1860 ein jährlich stattfindender Jahrmarkt. Die Karkmess ergab sich aus der Tradition der Finkenwerder Fischer, die zu dieser Zeit alle mit ihren Ewern nach Finkenwerder zurückkehrten. Bis Karkmess wurde auf Schollen gefischt, und nach Karkmess waren die Seezungen die wichtigsten Fische.

## Schollenzeit

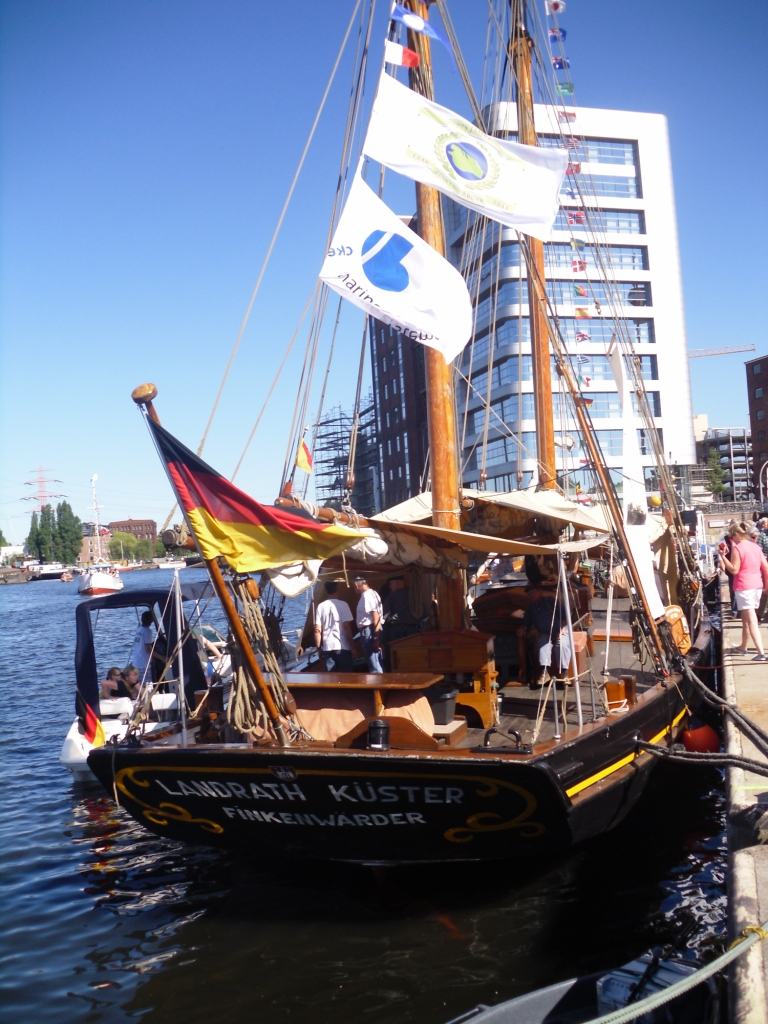
Finkenwerder Besanewer Landrath Küster, Baujahr 1889

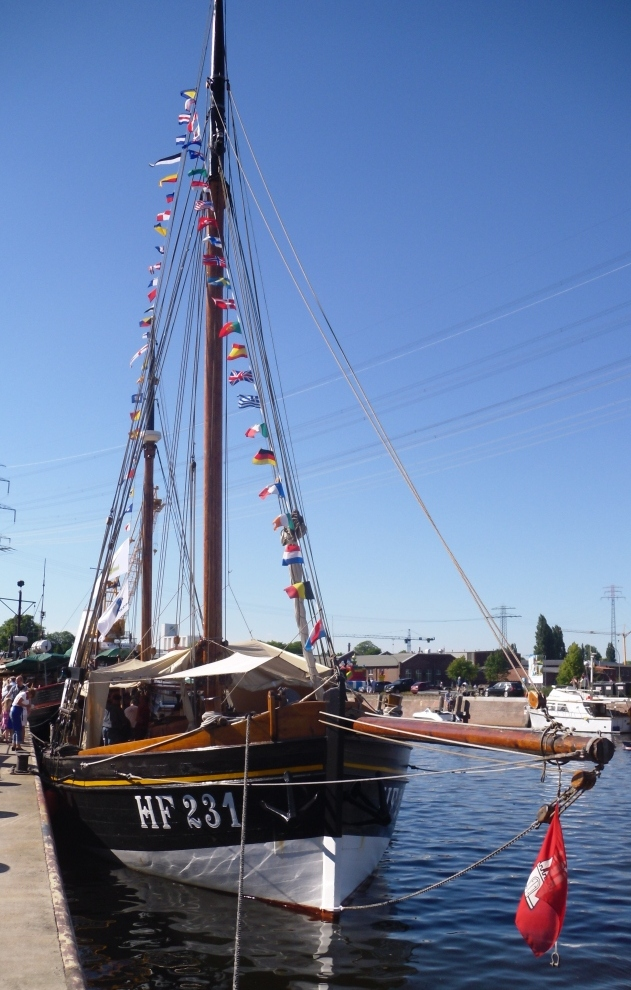
Landrath Küster beim Harburger Hafenfest

Historisch gesehen markierte die Karkmess Ende Mai/Anfang Juni (andere Ende Juni) das Ende der Schollenzeit (Schullentiet). Das war die beste Zeit der Finkenwerder Fischer, die von März bis Karkmess dauerte. Die Schollenfischerei begann vor den Ostfriesischen Inseln und verlagerte sich mit steigender Wassertemperatur bis Juni ins tiefere Wasser vor Helgoland.
Es war für die Fischer eine harte, aber auch sehr einträgliche Zeit. Das Netz wurde sehr häufig eingezogen, mit wenig Ruhepausen wurde alle ein bis zwei Stunden das Netz gehievt, damit die gefangenen Schollen im Netz keinen Schaden nahmen. Sie wurden nach dem Fang mehrere Tage lebendig in der Bünn, einem Wasserraum in der Mitte des Schiffes, der durch Löcher mit dem Wasser außerhalb des Schiffes in Verbindung stand, gehalten. Damit hatte das Wasser mit dem Fang immer genügend Sauerstoff, um die Schollen lebendig anzulanden. Das war vor 1900 als Garantie für die Frische notwendig, da die Gaststätten und Hausfrauen lebendige Schollen verlangten, die vom Fischer häufig auf dem Fischmarkt direkt aus der Bünn des Pfahl- oder Besanewers verkauft wurden. Es wurde etwa zwei bis drei Tage gefischt, dann schwammen 4000 bis 6000 Schollen in der Bünn. Da der Preis für die Schollen auch von der Qualität abhing, wurde anschließend auch abhängig vom Wind Hamburg, seltener Geestemünde oder Bremerhaven angesteuert, um den Fang zu verkaufen.

## Karkmess
Karkmess wird auch als Sonnenwende der Finkenwerder Fischer bezeichnet, denn in den anderen Dörfern feierte man Schützenfest. Sie war auf Finkenwerder der festliche Höhepunkt des Insellebens, zu dem früher alle Fischer auf ihre Insel zurückkehrten und die Festtage gemeinsam mit der Familie begingen. So lag zur Karkmess die gesamte Finkenwerder Fischereiflotte im Hafen.
Während der Karkmess wurde die Zeit auch genutzt, um die Ewer zu streichen, kleine Reparaturarbeiten durchzuführen und die Ewer auf die Zungenzeit umzurüsten. Zu dieser Zeit fand auch die Generalversammlung der Versicherung statt. Jeder Fischer musste bis zu diesem Zeitpunkt seine Versicherungsprämie bezahlt haben.

## Zungenzeit
Zur Karkmess ging auch die beste Zeit der Fischer, die Schollenzeit, zu Ende. Danach wurden andere Fische gefangen, überwiegend Seezungen, daher sprach man auch von der Zungenzeit. Die Zungen wurden nicht frisch angelandet, sondern an Bord geschlachtet. So konnte das Netz erheblich länger, etwa vier bis sechs Stunden, im Wasser bleiben. Daher war die Zungenzeit für die Fischer nicht so anstrengend. Die Zungen und der Beifang wurden auf Eis gelagert. Die Reisedauer von ein bis zwei Wochen hing so auch davon ab, wie schnell das Eis schmolz.